# Antikommunisme
 Der er for få eller ingen kildehenvisninger i denne artikel, hvilket er et problem. Du kan hjælpe ved at angive troværdige kilder til de påstande, som fremføres i artiklen.

 Denne artikel omhandler overvejende eller alene danske forhold. Hjælp gerne med at gøre artiklen mere almen.
Antikommunisme betegner en politisk-ideologisk modstand mod kommunismen, særligt marxismen-leninismen. Under den kolde krig blev antikommunisme ofte set i nær sammenhæng med modstand mod Sovjetunionen, og de partier og organisationer, der var knyttet hertil.

## Danmark

### Før Anden Verdenskrig
Selv om Karl Marx skrev sine værker i 1800-tallet, var det først efter, at kommunisterne ved statskuppet i 1917 tog magten i Rusland, at en egentlig antikommunisme opstod, da truslen fra kommunismen indtil da havde været stærkt begrænset. Fra begyndelsen var der to spor i antikommunismen, der dog delvist overlappede. Den ideologiske modstand skyldtes først og fremmest kommunismens afvisning af den private ejendomsret, det liberale demokrati og frihedsrettighederne. Disse elementer forenede brede politiske kredse. For det andet var der fra socialdemokratiske side en modsætning til kommunismen, fordi kommunisterne søgte indflydelse i fagbevægelsen og konkurrerede med Socialdemokratiet om de samme vælgergrupper, primært industriarbejderne. 
Socialdemokratiet var således den førende antikommunistiske kraft før 2. verdenskrig, primært gennem organisationen HIPA – Hovedorganisationernes Informations- og Propagandaafdeling. Ledende heri var bl.a. de to senere statsministre Hans Hedtoft og H.C. Hansen. Hedtoft udgav f.eks. i 1933 bogen Kommunisterne splitter – et Stridsskrift mod det kommunistiske Splittelsesarbejde indenfor Arbejderorganisationerne.

### Under Den Kolde Krig
Efter 2. verdenskrig fortsatte Socialdemokratiet sit antikommunistiske arbejde gennem Arbejderbevægelsens Informations Central (AIC), der i 1944 havde afløst HIPA. Antikommunismen fik en ny form og bredere basis, idet flere grupper engagerede sig i kampen mod kommunismen. Et fællestræk for de fleste af disse var en fortid i modstandsbevægelsen under krigen – eksempler herpå er bl.a. Ebbe Munck, Erik Husfeldt, Erling Foss og Arne Sejr. Socialdemokrater og borgerlige forendes således i kampen mod kommunismen og for Danmarks medlemskab af NATO i organisationen Atlantsammenslutningen, mens organisationer som Selskabet for Frihed og Kultur og Frihed og folkestyre var domineret af borgerlige. 
Medvirkende til antikommunismens voksende styrke og modstanden mod Sovjetunionen var dels Sovjetunionens besættelse af store dele af Østeuropa, Berlinblokaden og Koreakrigen, men også afsløringen af, at Sovjetunionen i 1930'erne og 1940'erne havde opbygget kæmpe spionnetværk i en lang række vestlige lande, hvilket kom til offentlighedens kendskab i 1946 via en canadisk parlamentarisk undersøgelseskommission. (PET-kommissionens rapport, bind 6, s. 48ff)
På den politiske front var antikommunismen fremherskende frem til 1960'erne, hvor især førnøvnte Hans Hedtoft og H.C. Hansens personlige engagement spillede ind. På borgerlig side var bl.a. de konservative MF'ere Aksel Møller og Ole Bjørn Kraft kendt som antikommunister.
Begivenhederne i 1968 og den efterfølgende venstredrejning af både brede dele af den offentlige opinion (f.eks. avisen Information) og store dele af uddannelsesverdenen fik antikommunismen et stadig ringere ry, bl.a. fordi den søgtes sammenkædet med autoritære regimer i f.eks. Sydamerika. Den socialdemokratiske antikommunisme blev tillige svækket, bl.a. efter at det såkaldte "Røde Kabinet", blev en realitet i 1966. I en situation, hvor Socialdemokratiet støttede sig til Socialistisk Folkeparti, kunne man ikke samtidig åbenlyst bekæmpe den marxisme, der var en helt centralt element i folkesocialismen. Endnu mere svækket blev den socialdemokratiske antikommunisme, da AIC blev nedlagt i 1973. Denne udvikling betød, at antikommunismen og modstanden mod det sovjetiske styre i de sidste ca. 20 år af den kolde krig var domineret af borgerlige.

## USA
Kommunistforskrækkelse (eng. Red Scare; Rød Skræk) i amerikansk historie kan ligesom i Danmark inddeles i to perioder med stærke antikommunistiske holdninger. Den første omfattede perioden mellem 1919 og 1921 efter den russiske revolution, og den anden mellem 1947 og 1957 var præget af McCarthyismen. De to perioder var præget af stor mistro til kommunister og andre radikale kredse og frygt for kommunistisk infiltration i den amerikanske regering. Det medførte undertrykkelse af blandt andet de mistænkte kommunister. En af de ramte var Charlie Chaplin, som blev nægtet indrejse til USA i 1952 og derefter bosatte sig i Schweiz.